# Bouclier de Doura Europos

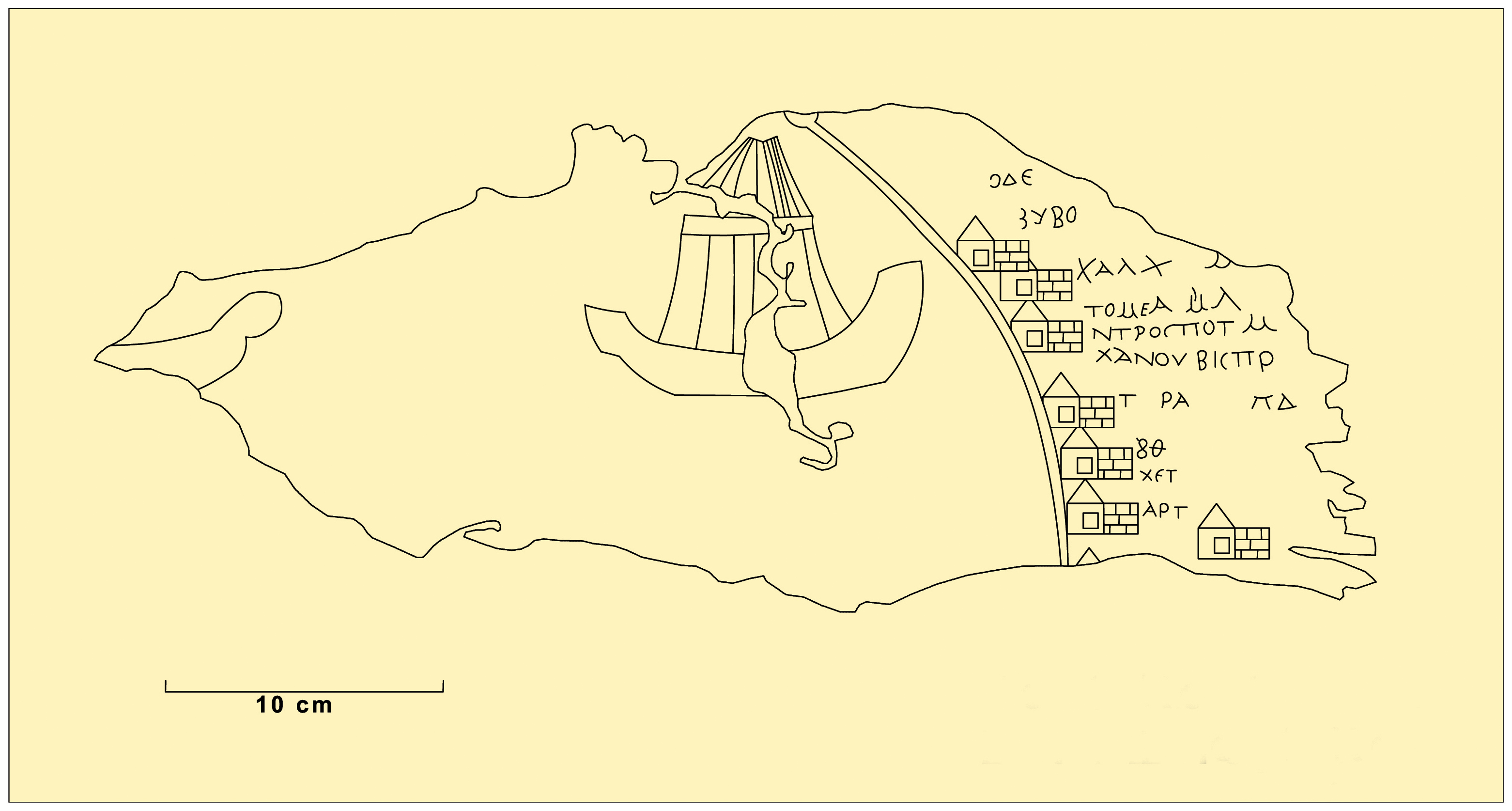
Le Bouclier de Doura Europos.

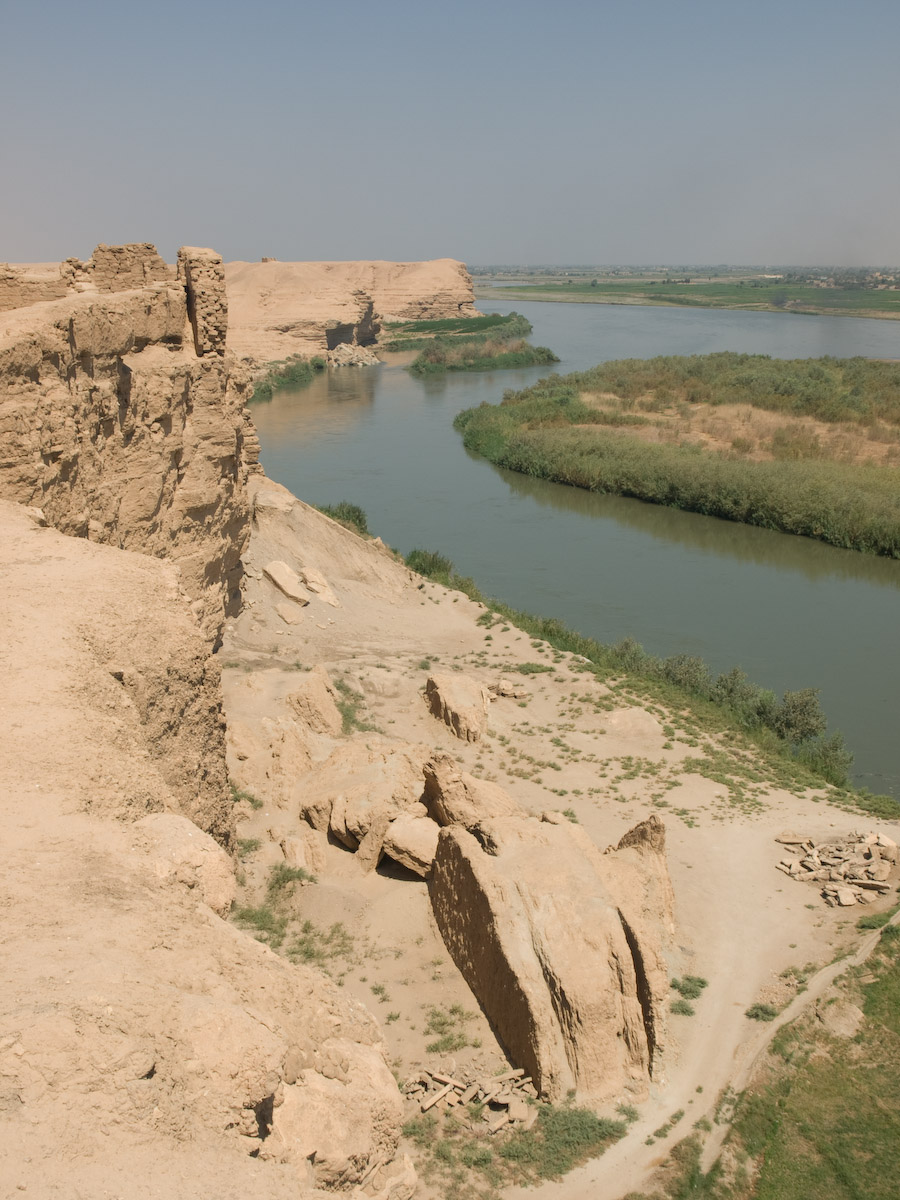
Site de Doura Europos sur l'Euphrate

Le « bouclier » de Doura Europos est une représentation cartographique d'époque romaine, rédigée en grec et datant de la fin du IIe siècle ou du début du IIIe siècle de notre ère. Elle a été retrouvée par Franz Cumont en 1923 lors des fouilles archéologiques de Doura Europos. La région représentée concerne essentiellement le Pont-Euxin (actuelle mer Noire). La mer est représentée très schématiquement. Plus qu'un itinéraire, la carte illustre un périple.
Le document est conservé au département des manuscrits de la Bibliothèque nationale de France (Suppl GR 1354(2) V).
Le fragment est considéré comme la plus ancienne carte d'une partie de l'Europe originale. C'est la seule carte datant de l'Antiquité originale.

## Description
Le fragment de carte conservé est de 45 cm × 18 cm. Cumont a supposé que la carte avait à l'origine une largeur de 65 cm. La représentation est divisée en deux parties par une ligne blanche semi-circulaire. Cette ligne grossièrement tracée représente le littoral de la côte ouest et nord de la mer Noire. Sur le côté gauche de la côte, la haute mer est représentée en bleu, trois navires étant conservés sur le fragment. À droite de la côte, la terre est représentée en rougeâtre. Douze endroits de la région de la mer Noire sont nommés sur la carte, les noms latins étant utilisés, mais transcrits en grec. À droite de chaque nom de lieu, les distances ont été notées en milles romains, comparable à l'Itinerarium Antonini. Les lieux eux-mêmes ont été représentés symboliquement, le dessinateur utilisant le même symbole — un bâtiment avec un toit à pignon — pour tous les lieux.
Il est très probable que les lieux mentionnés soient des étapes d'une marche de la 20e cohorte des Palmyrénéens (Cohors XX Palmyrenorum), une unité auxiliaire. Deux lignes bleues sous les noms « Ἰστρος, ποτ(αμός) » (Histria) et « Δάνουβις ποτ(αμός) » (Danube) suggèrent des rivières qui ont été traversées pendant la marche.

## Importance
Après sa découverte par Cumont en 1923, la carte a été rapidement oubliée. Dans sa publication de 2004 sur les armes et l'équipement militaire de Doura-Europos, Simon James mentionne la carte, mais met en doute que le fragment ait fait partie d'un bouclier romain. Ansgar Nabbefeld reprend la carte en 2008. Outre son importance pour l'histoire de la cartographie antique, la carte est également importante pour l'histoire militaire, car elle prouve que des unités militaires romaines étaient présentes dans le sud de l'Ukraine jusqu'à l'invasion des Goths après 260 après J.-C. et que la ville d'Artaxata (aujourd'hui Feodossija) devait encore être sous contrôle romain à cette époque.